# Louis Schindelmeisser

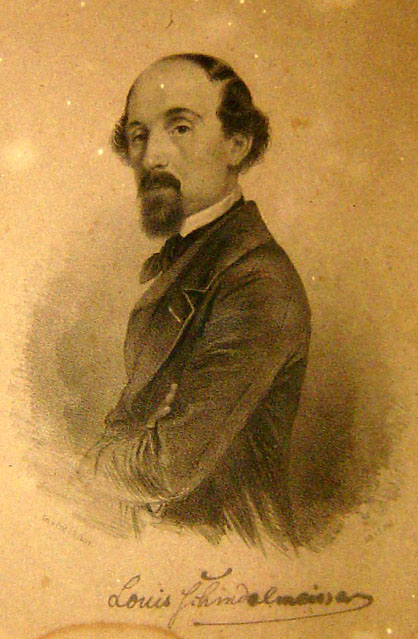
Louis Schindelmeisser.

Ludwig (Louis) Alexander Balthasar Schindelmeisser, född den 8 december 1811 i Königsberg (nuvarande Kaliningrad), död den 30 mars 1864 i Darmstadt, var en tysk tonsättare.  
Schindelmeisser var klarinettist vid kungliga kapellet i Berlin 1831–1832 och operadirigent 1837–1847 i Pest. Han tillträdde hovkapellmästareplatsen i Darmstadt 1858. Schindelmeissers på flera ställen givna operor, Mathilde, Malvina och Der Rächer med flera, gjorde stor lycka. Han komponerade dessutom pianosonater, ouvertyrer, klarinettkonserter och sånger med mera.